# Hennepnetel
Hennepnetel (Galeopsis) is een geslacht van circa tien soorten uit de lipbloemenfamilie (Lamiaceae). De meeste soorten komen van nature voor in Europa. Hiernaast komen enkele soorten voor in Noord-Afrika, Azië en Noord-Amerika.

## Kenmerken
Kenmerkend voor dit geslacht zijn twee hoge uitstulpingen aan de onderlip van de bloem. De onderlip is drielippig en bij de meeste soorten gevlekt. De kelk is min of meer vijftandig.
Ongewoon is het ontbreken van etherische oliën die verder bij bijna alle lipbloemigen voorkomen.
De bladeren zijn bij de meeste soorten getand. De stengels is op de knopen verdikt. Sommige soorten zijn op deze knopen ook stekelig behaard.

## Soorten
Enkele soorten zijn:
- Galeopsis angustifolia  (smalle raai)
- Galeopsis bifida  (gespleten hennepnetel)
- Galeopsis ladanum  (brede raai)
- Galeopsis pubescens (zachte hennepnetel)
- Galeopsis pyrenaica
- Galeopsis reuteri
- Galeopsis segetum  (bleekgele hennepnetel)
- Galeopsis speciosa (dauwnetel)
- Galeopsis tetrahit (gewone hennepnetel)